# Anna Hope Hudson
Anna Hope Hudson, coneguda com a Nan Hudson, (1869-1957) va ser una artista estatunidenca que va viure i va treballar a França i Anglaterra. Va ser la parella d'Ethel Sands.

## Primers anys de vida

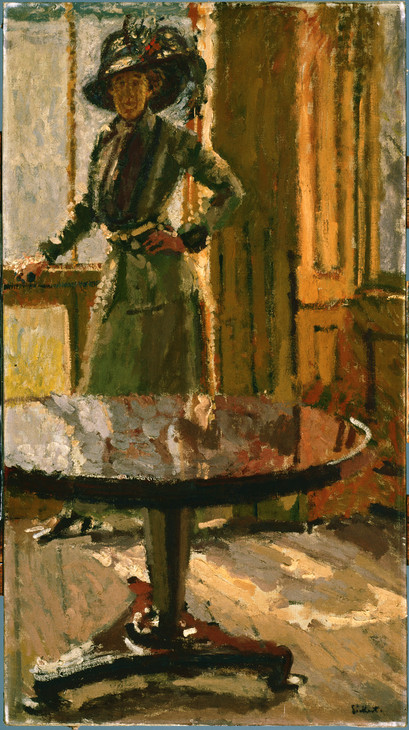
Walter Richard Sickert, Miss Hudson at Rowlandson House, 1910

Hudson va néixer el 10 de setembre de 1869 a Nova York. Era filla del coronel Edward McKenny Hudson, que va morir el 1892; la seva mare va morir quan tenia 9 anys. Va viure als Estats Units fins a 24 anys, quan es va traslladar a Europa, preferint França, dels llocs que va visitar i on va viure. L'herència que va rebre va ser el resultat de l'èxit del seu avi com a soci d'una empresa de gravat de bitllets, que posteriorment es va unir per convertir-se en la American Bank Note Company.

## Educació
Hudson va començar els estudis a París el 1892 i es va trobar amb l'estudiant d'art Ethel Sands, que es va convertir en la seva parella. Igual que Sands, Hudson va rebre un llegat a la mort dels seus pares. Van estudiar amb Eugène Carrière el 1896 i Henri Evenepoel, un pintor flamenc, va ser el seu instructor d'art a partir de gener de 1897.

## Artista
Hudson va viure i va pintar amb Ethel Sands, dividint el seu temps entre França i Anglaterra. Sands era de l'alta societat i freqüentment rebia artistes i escriptors quan visitaven a Anglaterra. Hudson va preferir un estil de vida més tranquil a França, i va ser allà on es va establir per primera vegada com a artista.
Va fer una pintura del Canal Giudecca després de viatjar a Venècia per pintar. Es va exposar al Salon d'Automne de París al 1906. Walter Sickert, que va conèixer Hudson a través de la seva associació amb Sands, no sabia de les seves obres. Impressionat, va compartir opinions sobre el seu talent i la va convidar al Fitzroy Street Group. Sands es va unir al grup, on ambdues dones van assistir i enviaven pintures per a les Saturday "At Homes" sessions.
Walter Sickert va descriure a Hudson com "la jove radiant i amazona dels somnis d'un jove". Virginia Woolf va dir que es vestia amb estil i que era íntegra i honrada.
A Anglaterra, Hudson va començar a exposar les seves obres a Leicester Galleries, al New English Art Club i a l'Allied Artists Association. El 1912 va fer una exposició conjunta amb Sands a la Galeria Carfax. El grup Fitzroy Street i els membres del Camden Town Group es van fusionar al 1913 per convertir-se en el grup London Group, dels quals Sands i Hudson van ser membres fundadores. Hudson ocasionalment va exhibir el seu treball allà fins al 1938. També va continuar exposant a l'English Art Club. Sickert convidava ocasionalment a Hudson a treballar als seus estudis i utilitzava a les seves models per temes de les seves pintures.

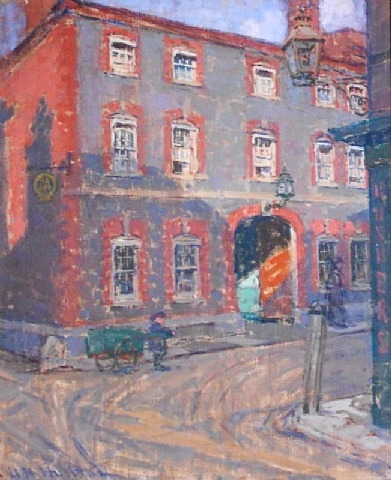
Nan Hudson, The Lamb Inn, Wallingford, 1912

Els seus treballs, inspirats per Edouard Vuillard i Walter Sickert, van ser destruïts o perduts durant la Segona Guerra Mundial. Hi ha algunes obres restants a les col·leccions públiques i una a la Tate.

## Guerres Mundials
Sands i Hudson van establir un hospital per a soldats a prop de Dieppe durant la Primera Guerra Mundial. Es van veure obligades a tancar-lo i van continuar els seus esforços d'infermeria tant a França com a Anglaterra. A la Segona Guerra Mundial, la casa de Hudson va ser saquejada i la casa de Sand va ser destruïda durant el The Blitz per una mina naval.

## Vida personal
Hudson va comprar la casa del segle xvii, el Château d'Auppegard, al 1920. Es trobava al camp a unes 15 km de Dieppe. La va restaurar i decorar.
Sands i Hudson van viure juntes fins a la seva mort el 17 de setembre de 1957.

## Obra
Entre les obres que van sobreviure als saquejos i bombardejos de la Segona Guerra Mundial hi ha:
- Château d'Auppegard[6]
- Harbour, Northern France, Dieppe[7][8]
- Newington House, Autumn, Oxfordshire[9]
- The Lamb Inn, Wallingford
- The Visitor[10]